# اچ‌ام‌اس کالینگوود (۱۸۸۲)
اچ‌ام‌اس کالینگوود (۱۸۸۲) (به انگلیسی: HMS Collingwood (1882)) یک کشتی بود که طول آن ۳۲۵ فوت (۹۹ متر) بود. این کشتی در سال ۱۸۸۲ ساخته شد.